# Karisma
Karisma (fra græsk: χάρισμα charisma ("begavelse") er et begreb som bruges om en person, at vedkommende er socialt begavet/talentfuld, har charme.
Karisma er mere en egenskab end en evne. Ofte betegnes karisma som en stærk personlig udstråling.
I kirkelig sammenhæng bruges ordet karismatisk som paraplybetegnelse for kirkesamfund og -bevægelser, der dyrker og har særligt fokus på Åndens gaver (særlig tungetale), som er beskrevet i det Ny Testamente. Pinsebevægelsen er et eksempel på en såkaldt karismatisk kristen bevægelse.
Det græske charisma (begavelse, foræring) hentyder i denne forbindelse til nådegaverne. Generelt tror alle kirkeretninger på mirakler og nådegaver, men de karimatiske kirkeretninger lægger som oftes mere vægt på det. De lægger oftest også mere vægt på gerninger, end f.eks. folkekirken, som fokuserer mere på at evangelisere og fortælle om Jesus.
 Der er for få eller ingen kildehenvisninger i denne artikel, hvilket er et problem. Du kan hjælpe ved at angive troværdige kilder til de påstande, som fremføres i artiklen.

| Psi | Spire Denne artikel om psykologi er en spire som bør udbygges. Du er velkommen til at hjælpe Wikipedia ved at udvide den. |